# Најлуђи Божић
Најлуђи Божић (енгл. National Lampoon's Christmas Vacation) америчка је божићна филмска комедија из 1989. године. Режију потписује Џеремаја С. Чечик, по сценарију Џона Хјуза, док главне улоге тумаче Чеви Чејс, Беверли Д’Анџело и Ренди Квејд. Прати породицу Гризволд која проводи божићне празнике код куће са остатком родбине, као и хаос који је уследио.
Приказан је 1. децембра 1989. године у Сједињеним Америчким Државама. Добио је помешане рецензије критичара и зарадио преко 73 милиона долара. Остварио је статус култног филма, а данас се сматра божићним класиком.

## Радња
Четворочлана породица Гризволд је типична америчка породица коју је ухватило предбожићно лудило: треба позвати бројну родбину на божићни ручак, набавити јелку и купити поклоне. Иако све то делује романтично, ипак се иза тога крије много компликација: куповина и набавка потрепштина своди се на јурњаву, нема гаранције да нешто неће поћи по злу, а ни чланови родбине се баш не слажу.
Тако испада да је јелка коју су одабрали превисока за дневни боравак, лампице којима је отац окитио кућу неће да светле, а свако мало неко нешто упрска. Време одмиче и полако се откривају стварни проблеми и осећања међу људима.

## Улоге
| Глумац              | Улога                  |
| ------------------- | ---------------------- |
| Чеви Чејс           | Кларк Гризволд Млађи   |
| Беверли Д’Анџело    | Елен Гризволд          |
| Џулијет Луис        | Одри Гризволд          |
| Џони Галеки         | Расти Гризволд         |
| Џон Рандолф         | Кларк Гризволд Старији |
| Дајана Лед          | Нора Гризволд          |
| Е. Г. Маршал        | Артур Смит             |
| Дорис Робертс       | Франсес Смит           |
| Миријам Флин        | Кетрин Џонсон          |
| Ренди Квејд         | Еди Џонсон             |
| Коди Бергер         | Роки Џонсон            |
| Елен Хамилтон Лацен | Руби Сју Џонсон        |
| Вилијам Хики        | Луис                   |
| Меј Квестел         | Бетани                 |
| Сем Макмари         | Бил                    |
| Џулија Луј Драјфус  | Марго Честер           |
| Николас Гест        | Тод Честер             |
| Брајан Дојл Мари    | Френк Ширли            |
| Наталија Ногулич    | Хелен Ширли            |
| Николет Скорсезе    | Мери                   |